# Joavany Álvarez
Joavany Álvarez (Bogotá, 22 de septiembre de 1976) es un actor, director y coach actoral colombiano, reconocido principalmente por su aparición en series como La reina del sur y Escobar, el patrón del mal. Inició su carrera como actor profesional con una aparición en el seriado Tabú (1999), y desde entonces ha participado en producciones para cine y televisión en Colombia y otros países. Debutó como director en 2021 con el telefilme No me echen ese muerto.

## Biografía

### Primeros años y comienzos de su carrera
Álvarez nació en la ciudad de Bogotá el 22 de septiembre de 1976, aunque proviene de una familia antioqueña. Durante su infancia y adolescencia vivió en diferentes ciudades como Montreal, Nueva York, Boston y Miami, para luego radicarse durante 25 años en Bogotá y Medellín.
A finales de la década de 1990 inició estudios actorales, y tras recibir una beca en Bogotá, inició su carrera profesional interpretando el papel de Juan Pablo Arango en la telenovela Tabú (1999).

### Décadas de 2000 y 2010
En la década de 2000 participó principalmente en producciones para televisión en Colombia, entre las que destacan series como Amor a mil, La viuda de la mafia, Pandillas: guerra y paz, En los tacones de Eva, El cartel de los sapos, Los caballeros las prefieren brutas y El man es Germán, además de figurar en la película El trato (2005), dirigida por Francisco Norden.
En la siguiente década continuó registrando apariciones en producciones de televisión como La Pola, Las hermanitas Calle, Celia, El General Naranjo, El laberinto de Alicia y Corazones blindados, y tuvo una mayor participación en cine, actuando en los largometrajes Nos vamos pa'l mundial, Loving Pablo, Embarazada por obra y gracia, Causa justa, El que se enamora pierde y El otro yo. En esta década logró reconocimiento principalmente con sus papeles como Pedro Motoa en Escobar, el patrón del mal, y del director de la penitenciaría en La Reina del Sur.

### Década de 2020 y actualidad
En el año 2021, además de participar como actor en los filmes Si saben cómo me pongo, ¿pa' qué me invitan? 2 y Cumpleañero, debutó en la dirección con el telefilme No me echen ese muerto (en el que también actuó) y con el seriado Última hora. Paralelo a su labor como actor y director, Álvarez también se desempeña como coach actoral y ha trabajado con varias figuras de los medios.

## Filmografía

### Televisión
| Año       | Título                                | Personaje                    | Canal              |
| --------- | ------------------------------------- | ---------------------------- | ------------------ |
| 2022      | Última hora                           | Teniente Rivas               | Prime Vídeo        |
| 2019-2020 | El general Naranjo                    | General Sarmiento            | Fox Premium        |
| 2018-2019 | María Magdalena                       | Comandante Lucio             | Azteca 7           |
| 2018      | Mi familia perfecta                   | El Huesos                    | Telemundo          |
| 2017      | Francisco el Matemático: Clase 2017   | Wilson Camargo               | Canal RCN          |
| 2015-2016 | Celia                                 | Juan David Jaramillo         | Canal RCN          |
| 2015      | Las hermanitas calle                  | Ezequiel                     | Caracol Television |
| 2014      | El laberinto de Alicia                | Efraín León                  | Canal RCN          |
| 2013      | Allá te espero                        | Luis                         | Canal RCN          |
| 2012-2013 | Corazones blindados                   | Teniente Pablo Jacome        | Canal RCN          |
| 2012      | Escobar, el patrón del mal            | Pedro Motoa                  | Caracol Televisión |
| 2012      | La mariposa                           |                              | Canal RCN          |
| 2011      | La reina del sur                      | Director de la penitenciaría | Telemundo          |
| 2010-2012 | El man es Germán                      | El cura del barrio           | Canal RCN          |
| 2010-2011 | La Pola                               | Atanasio Girardot            | Canal RCN          |
| 2010      | A corazón abierto                     |                              | Canal RCN          |
| 2010      | Los caballeros las prefieren brutas   | Funcionario de la DIAN       | Caracol Televisión |
| 2009      | Niñas mal                             | Hombre misterioso            | MTV Latinoamérica  |
| 2009      | Doña Bella                            | Gaudencio                    | Canal RCN          |
| 2008-2009 | Sin senos no hay paraiso              | Torrijos                     | Telemundo          |
| 2008      | El cartel                             | Silvio Méndez                | Caracol Televisión |
| 2007      | Así es la vida                        |                              | Caracol Televisión |
| 2006-2008 | La hija del mariachi                  | Guardaespaldas               | Canal RCN          |
| 2006-2008 | En los tacones de Eva                 | Oliver                       | Canal RCN          |
| 2006      | Hasta que la plata nos separe         | Carlos Humberto Guarín       | Canal RCN          |
| 2004-2005 | La viuda de la mafia                  | Albeiro Malaber              | Canal RCN          |
| 2004      | El vuelo de la cometa                 | Héctor                       | Canal RCN          |
| 2003      | Pandillas,guerra y paz                | Abogado                      | Canal RCN          |
| 2002      | Historia de hombres solo para mujeres |                              | Caracol Televisión |
| 1999-2002 | Padres e hijos                        |                              | Caracol Televisión |
| 1999-2000 | Tabú                                  | Juan Pablo Arango            | Canal RCN          |

### Cine
| Año  | Título                       | Personaje              | Nota |
| ---- | ---------------------------- | ---------------------- | ---- |
| 2021 | No me echen ese muerto       | Sargento               |      |
| 2019 | El otro yo (corto)           |                        |      |
| 2019 | Operación Causa Justa        | Coronel Silvera        |      |
| 2019 | Embarazada por obra y gracia | Manuel                 |      |
| 2018 | El que se enamora pierde     | Juan Carlos Mcallister |      |
| 2018 | The P.I.M.P.                 | Guerrillero            |      |
| 2017 | Loving Pablo                 | Ignacio Velarde        |      |
| 2014 | Nos Vamos Pal Mundial        | Inspector de tránsito  |      |
| 2005 | El trato                     | Guarda                 |      |